# Nyakararo (vattendrag)
Nyakararo är ett vattendrag i Burundi.   Det ligger i provinsen Gitega, i den centrala delen av landet, 70 km öster om huvudstaden Bujumbura.
Omgivningarna runt Nyakararo är huvudsakligen savann. Runt Nyakararo är det tätbefolkat, med 343 invånare per kvadratkilometer.